# 프란체스코 로시
프란체스코 로시(Francesco Rosi, 1922년 11월 15일 ~ 2015년 1월 10일)는 이탈리아의 영화 감독이자 시나리오 작가이다.

## 작품 목록
- 도전 (1958)
- 더 마글리아리 (1959)
- 살바토레 줄리아노 (1962)
- 도시 위에 군림하는 손 (1963)
- 진실의 순간 (1965)
- 기적을 넘어서 (1967)
- 매니 워즈 어고우 (1970)
- 마테이 사건 (1972)
- 럭키 루치아노 (1973)
- 고귀한 희생 (1976)
- 그리스도는 에볼리에서 멈추었다 (1979)
- 쓰리 브라더스 (1981)
- 카르멘 (1984)
- 죽음의 연대기 (1987)
- 자스민의 함정 (1990)
- 휴전 (1997)